# 앤디 테일러
앤드루 제임스 테일러(영어: Andrew James Taylor, 1961년 2월 16일 ~ )는 듀란 듀란과 파워 스테이션의 전 멤버로 가장 잘 알려진 영국의 기타리스트이다. 그는 또한 솔로 아티스트로서 녹음하고 공연했으며 기타리스트, 작곡가, 그리고 음악 프로듀서로 활동했다.